# 齿萼凤仙花
齿萼凤仙花（学名：Impatiens dicentra）是凤仙花科凤仙花属的植物，为中国的特有植物。分布于中国大陆的湖南、陕西、河南、贵州、湖北、重庆等地，生长于海拔1,000米至2,700米的地区，多生于山沟溪边或林下草丛中，目前尚未由人工引种栽培。